# 吳尊周
吳尊周（1596年2月29日—17世紀），字讓公，號大山，貴州都司敷勇衛（今贵阳市修文县）籍南直隸池州府貴池縣（今池州市贵池区）人，明朝、南明軍事人物。

## 生平
吳尊周曾祖壽官吳烱堂，祖父萬曆十七年貢生吳應奎，父親贈鎮國將軍吳曰熊，母親贈夫人柯氏，弟弟則是崇禎十六年武進士吳復周，崇禎十二年（1639年）中貴州鄉試武舉人，次年（1640年）聯捷武進士第十名，獲授授署千戶，以饒南守備管事；當時武官不丁憂，他就上疏請求武科未選者需要丁憂，見任者也照例，又上《邊防修練儲備》疏，提出翰林擔任巡撫恐怕不懂兵務，奏後卻留中不報崇禎帝，被指忤旨而削籍。
後來南京失陷，吳尊周和胡以寧、錢匡、朱謀都在金聲桓幕下，官至副總兵，跟隨其反正南明，擔任御史巡按江西，不久他請救前往行在謁見隆武帝，隱瞞當中敗績、誇耀盛強，隆武帝喜悅，擢任他為兵部右侍郎、總督；兵敗後加入丁遇時軍隊，此後在衡山出家為僧，改名雪茅，不知所終。
吳尊周娶夫人峽川柯氏，生下兒子吳參，又名吳姬適，尋訪父親不得，喪妻後託付兒子吳正名給父親的舊友彭士望，改名跟隨對方耕種，不再娶妻。

## 引用
1. 1 2  錢海岳《南明史·卷七十·列傳第四十六》：（隆武時）胡以寧、吳尊周、錢匡、宗室謀在幕下，言如僧指，（金）聲桓心益動。……尊周，字讓公，貴池人。崇禎十三年進士。官饒南守備。時武臣不丁憂，疏請武科未選者咸丁憂，見任者炤例。上然之，著為令。又上疏陳時政，言翰林推巡撫，恐暗戎事。忤旨削籍。南京亡，以聲勢結士大夫謀興復。從聲桓反正，以御史巡按江西。後請救詣行在，盡匿敗狀，但誇盛強。上喜，擢兵部右侍郎、總督。兵敗，入（丁）遇時軍。後為僧衡山，名雪茅。子參字竟魯，求之不得。彭士望與尊周有舊。參喪妻，子正名才數歲，託之士望，變姓名，訪求天下不遇，乃從士望躬耕。以父出亡，終不再娶。
2. ↑  《延陵吳氏宗譜·卷十一》：烱堂 字宗錦，號茂陵，壽官，宏治癸亥八月初二生，萬厯癸酉五月十八日卒。娶浯溪方氏，宏治癸亥五月十一日生，萬厯戊寅二月十九日卒，合葬林石墩。子五：圭、地、奎、壁、時。……應奎 字章甫，號元山，以《詩經》補郡庠生，萬厯己丑貢士，任武康、衡陽、大嵩衛四任儒學，嘉靖戊戌十月二十五日生，天啟甲子十月二十三日卒。娶孫氏，敕贈孺人，嘉靖甲辰八月二十九日生，萬厯戊午正月二十七日卒，合葬茂林稅地南向。子三：熊、龍、允。……應奎公長子 曰熊 字夢祥，郡庠生，以尊周貴誥贈鎮國將軍，隆慶壬申七月十一日生，崇禎甲申十一月十三日卒。娶柯氏，誥贈夫人，萬厯乙亥五月二十二日生，崇禎甲申五月二十五日卒，同葬大園里。子二：尊周、來渼。 尊周 字讓公，號大山，崇禎庚辰科進士，任饒南守備，厯上《邊防修練儲備》等疏，語皆功中，官至副總兵，另有傳；萬厯丙申二月初三日生，以王事卒於外。娶峽川柯氏，誥封夫人，萬厯己亥九月十八日生，順治丙戌十月二十七日卒，葬塘沖後山，有碑。子一：姬適。
3. ↑  光緒《貴池縣志·卷十八·選舉志》：明武進士……（崇禎）十三年 吳尊周 官江西饒南守備，有傳……明武舉人……（崇禎）十二年……吳尊周 貴州籍，見甲科
4. ↑  《明清史料·辛編第六本》：〈兵部題推補陝西分巡隴右道中軍守備等缺殘稿〉：……吳尊周，年三十一歲，係貴州敷勇衛武舉，中庚辰科第二甲第十名武進士，該授署千戶，今應以守備管事……
5. ↑  《延陵吳氏宗譜·卷一》：武甲 尊周 中明崇禎庚辰科進士，上時務十疏俱留中，交部著議
6. ↑  光緒《貴池縣志·卷二八·人物志》：吳尊周，字讓公，崇禎十三年進士，邊饒南守備，十四年上十疏得罪詞臣弗用，弟復周，字仲昌，崇禎十六年進士，國變後俱行遯，不知所終。 採訪冊